# エアリアル作戦

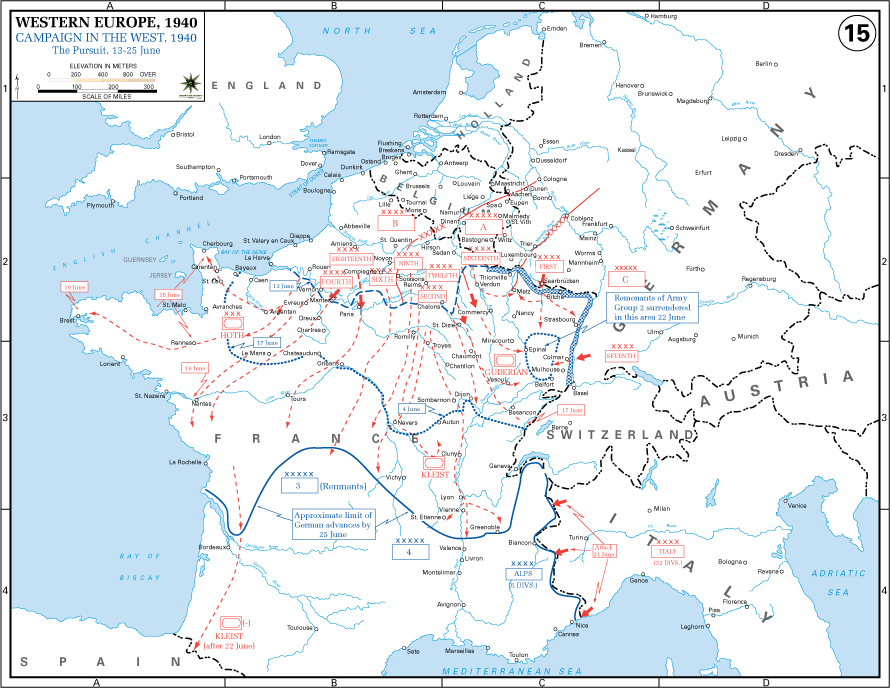
1940年6月13日から6月25日までのナチス・ドイツのフランス侵攻

エアリアル作戦（エアリアルさくせん、英: Operation Ariel）は、第二次世界大戦中にナチス・ドイツのフランス侵攻に対する連合国軍の戦いで戦線が崩壊し、連合国軍がフランス西部の諸港湾から1940年6月15 - 25日に撤退した作戦をいう。
この作戦は、連合国軍のダンケルクからの撤退（ダイナモ作戦）、6月13日に完了したル・アーブルからの撤退（サイクル作戦）に続くものであった。

## 背景
ダンケルクでのダイナモ作戦によりイギリス海外派遣軍の戦闘部隊の多くはフランスから撤退することができたが、イギリス第1装甲師団とビューマン師団の戦闘部隊のいくつかと150,000名以上の後方支援及び有線通信部隊の将兵はドイツ軍の「海岸部への急進撃」によりフランス西部に取り残されてしまった。さらに加えて、第52（ローランド）歩兵師団及びカナダ第1歩兵師団がフランス西部の守備を強化するために急派されていた。
これらの軍は第2イギリス海外派遣軍とされて、イギリスからもどったアラン・ブルック陸軍大将により指揮されることとなった。彼が6月13日に着任した時、直ちに「ブルターニュ半島へ退却し、半島に立て籠ってドイツ軍の進攻に抵抗する」というフランス側の計画に成功の見込みが無く、非現実的なものと認識した。
このため、アラン・ブルックは6月14日の夕方に当時のイギリスの首相であったウィンストン・チャーチルに電話し、フランスにいる全イギリス軍将兵の撤退を要求し、これを説得することができた。

## シェルブール及びサン・マロからの撤退

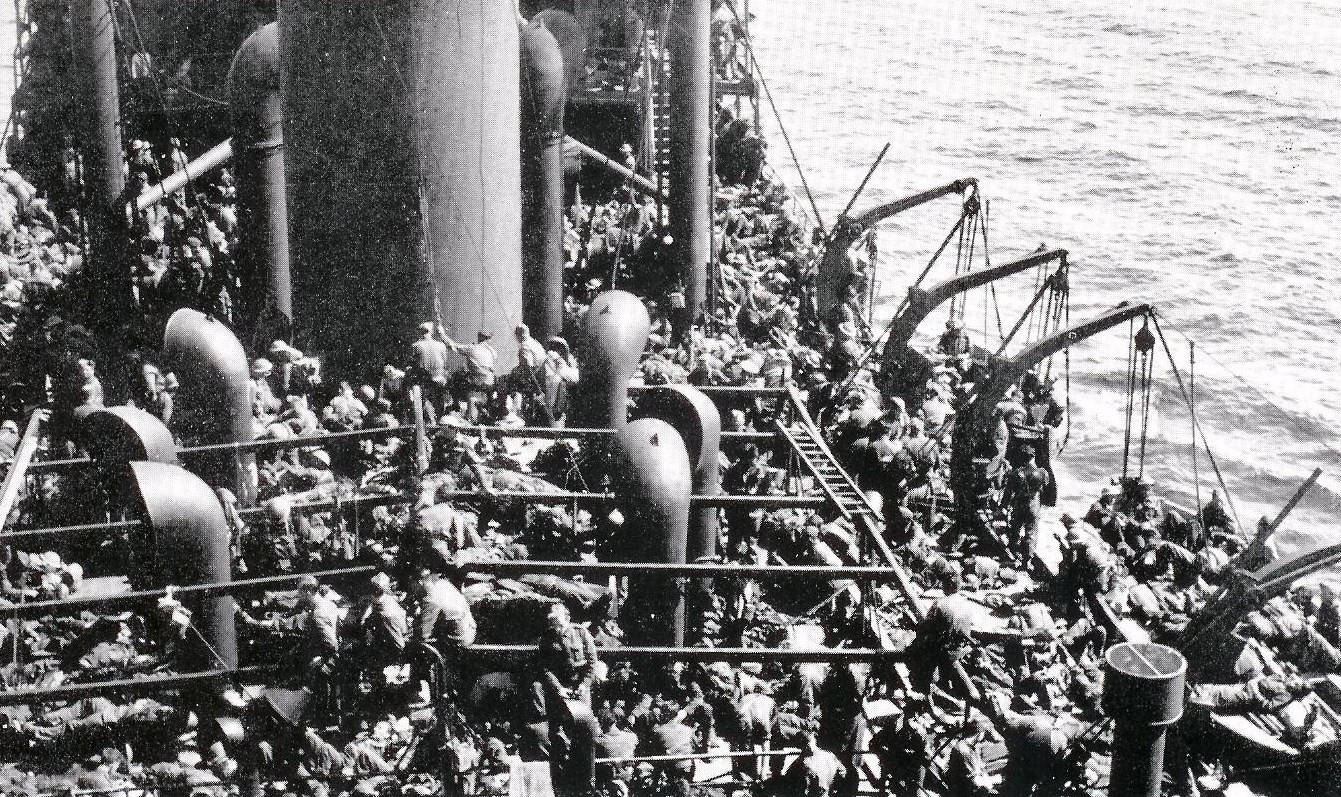
エアリアル作戦中の輸送船「ギニアン」に乗り組んだ将兵

シェルブールからの第52（ローランド）歩兵師団の撤退はポーツマス管区司令長官ウィリアム＝ミルボーン・ジェームス海軍大将の指揮により行なわれた。彼は、大型の兵員及び貨物輸送船はサウサンプトンで管制させ、沿岸用の小型船はプール(Poole)から、平底帆船(Dutch schuyt)はウェイマス(Weymouth)から輸送任務にあたらせた。
第52（ローランド）歩兵師団の大部分と第1戦車師団は6月15 – 17 日に乗船し、臨時編成のノルマン部隊(Norman Force)は6月17日夕方に出発した。
ドイツ第1軍が街の郊外に進入したときには既に撤退の船舶が出航してしまっていた。
シェルブールからポーツマスへは30,360名が撤退した。サン・マロからは大部分がカナダ第1歩兵師団の21,474名が6月17及び18日に脱出した。

## ブレスト、サン＝ナゼール及びラ・パリスからの撤退
他のフランス西部の港湾からの撤退作戦はデヴォンポート海軍基地に設けられたウェスタンアプローチ管区司令長官マーチン・ダンバー＝ナスミスの指揮によって行なわれた。
ブレストからの撤退は兵員輸送船「アランドラ・スター」、「オトラント」、「ストラスエアード」を含む大船団により行なわれた。多くのイギリス空軍地上勤務員を含む28,145名のイギリス兵と4,439名の連合国兵は6月16及び17日にドイツ空軍の大きな妨害も受けず、ブレストを出港しプリマスに上陸した。 サン＝ナゼールで待機していたのは、多くのイギリス陸軍後方支援及び兵站部隊とイギリス空軍兵、ベルギー、チェコ、ポーランド兵とイギリス民間人であった。大型の兵員輸送船「ジョージック」、「ダッチェス・オブ・ヨーク」、「フランコニア」、「ランカストリア」、「オロンセイ」を含む船団が派遣された。フランコニアは途中で爆撃により損傷を受け、プリマスに引き返した。サン＝ナゼールのロワール川河口は操船の困難な狭い水道となっているため、多くの大型船はその沖のキブロン湾に投錨した。
6月17日の間、サン＝ナゼール港から駆逐艦と沿岸用小型船舶により大型兵員輸送船へ運ばれた。兵員輸送船はできるだけ多くの人員を乗船させるようにとの命令を受けていたため、すぐに非常に混雑した状態となった。午後2時にドイツ軍爆撃機による空襲があり、「オロンセイ」のブリッジに爆弾が1発命中した。午後3時45分には第2波の空襲があり、「ランカストリア」は3発の命中弾を受け、それは船倉に詰め込まれた将兵を貫通し、燃料タンクを破裂させた。20分のうちに船は傾き沈没した。乗船者のうち2,447名が救出されたが、死亡者数は約4,000名となり（見方によって3,000名以下から5,800名まで異なっている）、イギリス海事史上においても多くの犠牲者を出したものとなっている（ランカストリアを参照）。
6月18日の朝に2個の小型商船の船団に最後のイギリス軍将兵が乗り組み、プリマスに向けて出港した。諜報活動の誤りによりドイツ軍の進攻が実際よりも接近していたとされて、多くの貴重な資機材が後方に放置されることとなった。最後の輸送任務は6月19日に、港に到着したとの報告があった8,000名（実際には2,000名であった）のポーランド軍将兵の撤退だった。
サン＝ナゼールより南にあるラ・パリス（ラ・ロシェルの商業港）では、イギリス海軍の高級将校は港に待機しているイギリス軍及びポーランド軍将兵を運ぶことができる船舶を見つけられずにいた。このため、彼は何隻かのフランス商船を徴発し6月18日に出港することができた。
その後、イギリス船の2個船団が到着し、遅れて港に着いたポーランド軍将兵を収容した。
ラ・パリスからは全部で10,000名のイギリス軍と4,000名以上のポーランド軍将兵が救出された。
また、フランス海軍では未完成の戦艦「リシュリュー」（ブレストから）、「ジャン・バール」（サン・ナゼールから）を含む艦艇が脱出した。

## ボルドー、ル・ヴェルドン＝シュル＝メール、バイヨンヌ及びサン＝ジャン＝ド＝リュズからの撤退
ボルドーからの撤退は6月17日にイギリス海軍巡洋艦及び駆逐艦と港に停泊中だった連合国商船によって開始された。イギリス外交職員及びポーランド大統領ヴワディスワフ・ラチュキェヴィチ(Władysław Raczkiewicz)と亡命政府内閣については他に優先することとなった。ここから撤退した部隊の多くは、ポーランド及びチェコの部隊だった。撤退作戦はボルドーの近くのル・ヴェルドン＝シュル＝メール、バイヨンヌ港でも2隻のポーランド兵員輸送船バトル、ソビエツキーとエトリック、アランドラ・スターによって続けられた。
また、これらの輸送船はサン＝ジャン＝ド＝リュズに移動し、そこでの撤退行動を6月25日午後2時に完了したが、これは独仏休戦協定により設定された条件の期限直後だった。作戦の最終日、ジロンド川河口でカナダ海軍駆逐艦「フレーザー」はイギリス海軍防空巡洋艦「カルカッタ」に衝突され沈没するという事故が発生した。
この後も小規模な撤退行動はフランスの地中海沿岸から1940年8月14日まで続けられた。

## 結果
エアリアル作戦により多くの人々がフランスからグレートブリテン島へ撤退することができ、その数は以下のとおりで、
イギリス人 – 144,171
フランス人 – 18,246
ポーランド人 – 24,352
チェコ人 – 4,938
ベルギー人 - 163
連合国陸軍兵、航空兵及び民間人の合計191,870名であった。多くの物資が失われることとなったが、火砲310門、車両2,292輌、1,800トンの貯蔵物品と数輌の戦車を運び出すことができた。